# Corinne Desarzens
Pour les articles homonymes, voir Desarzens.
Corinne Desarzens, née le 27 août 1952 à Sète de parents suisses, est une écrivaine et journaliste à la double nationalité suisse et française.

## Biographie
Corinne Desarzens, licenciée en russe, commence en tant que  journaliste  : elle collabore à la Tribune de Genève et au Journal de Genève. Elle partage son temps entre les voyages, la peinture et l'écriture.
Elle est l'auteure de nombreux romans, parmi ceux-ci, Il faut se méfier des paysages, Bleu diamant et Aubeterre, d'un minuscule essai au long titre, Deux doigts de prunelle dans un verre à bourbon, de deux recueils de récits, Carnet madécasse et Pain trouvé. En 2003, paraît aux Éditions du Laquet Sirènes d'Engadine. puis Tabac de Havane évoluant vers le chrysanthème, éd. du Rocher, 2008,Le gris du Gabon, éd. de l'Aire, 2010, et enfin Un roi, Grasset et Fasquelle, 2011.
Elle reçoit le Prix Schiller 1990, le Prix Jubilé 1991, le Prix Rambert en 2001 pour son roman Bleu diamant paru en 1998 et le Prix Bibliothèque pour tous 1995 et ne se consacre depuis plus qu'à l’écriture et au voyage.
En 2017, elle publie simultanément 3 livres Couilles de velours, Le soutien-gorge noir et  Honorée Mademoiselle.
La lune bouge lentement (…) qui paraît en 2020 serait un « généreux recueil-testament d’une vie passée à débroussailler les langues » selon le journaliste Thierry Raboud de La Liberté, qui écrit après une rencontre avec l’auteure : « Corinne Desarzens converse comme on ruisselle. C'est une cascade qui estourbit et vivifie, alors on se laisse emporter : choses vécues, vérités cueillies, usage du monde ».

## Œuvres
- Il faut se méfier des paysages, Éditions de l'Aire, 1989.
- Deux Doigts de Prunelle dans un Verre à Bourdon, éd. de l'Aire, 1989
- Carnet Madécasse, éd. de l'Aire, 1991
- Aubeterre, éd. de l'Aire, 1994
- Pain trouvé, éd. de l'Aire, 1995
- Ireland Black & White, textes sur 80 photos de Jean Scheim, éd. Black and White, 1997
- Bleu Diamant, éd. de L'Aire, 1998
- Mon bon ami, éd. de l'Aire, cop. 2000
- Ultima latet, Éditions Métropolis, 2000
- La langue et le politique : enquête auprès de quelques écrivains suisses de langue française, éd., conc. et préf. par Patrick Amstutz, postf. de Daniel Maggetti, éd. de L'Aire, Vevey, 2001. p. 112-115
- Je voudrais être l'herbe de cette prairie, éd. de L'Aire, 2002
- Je suis tout ce que je rencontre, éd. de L'Aire, 2002
- Sirènes d'Engadine, éd. du Laquet, 2003
- Carnet madécasse, éd. de l'Aire, 2004
- Poisson-Tambour, Bernard Campiche Éditeur, 2006
- Tabac de Havane évoluant vers le chrysanthème, Éditions du Rocher, 2008
- Le gris du Gabon, éd. de l'Aire, 2010
- Récits sur Assiette, Bernard Campiche éditeur, 2010
- Un roi, Éditions Grasset & Fasquelle, 2011
- Dévorer les pages, éd. d'autre part, 2013
- Couilles de velours, éd. d’autre part, 2017[3].
- Honorée Mademoiselle, éd. de L’Aire, 2017
- Le soutien-gorge noir, éd. de L’Aire, 2017
- L'Italie, c'est toujours bien, éd. La Baconnière, 2018
- La lune bouge lentement mais elle traverse la ville, éd. la Baconnière, 2020
- Projet de salon pour Laurence B., éd. art&fiction, 2022
- Un Noël avec Winston, éd. La Baconnière, 2023[4]

## Récompenses
- 1990 : Prix Schiller pour Deux Doigts de Prunelle dans un Verre à Bourdon, éd. de l'Aire, 1989
- 1995 : Prix Bibliomedia pour Aubeterre, éd. Aire, 1994
- 2001 : Prix Rambert pour Bleu diamant, éd. de l'Aire, 1998
- 2008 : Prix Alpes-Jura pour Tabac de Havane évoluant vers chrysanthème, éd. du Rocher, 2008
- 2012 : Prix culturel vaudois, et Prix Lipp Suisse pour Un roi, Grasset et Fasquelle, 2011
- 2021 : Prix suisse de littérature pour La lune bouge lentement, Éditions La Baconnière[5]
- 2023 : Prix Michel-Dentan pour Un Noël avec Winston, éd. La Baconnière, 2023

## Sources
- « Corinne Desarzens », sur la base de données des personnalités vaudoises sur la plateforme « Patrinum » de la Bibliothèque cantonale et universitaire de Lausanne.
- Henri-Charles Dahlem, Sur les pas d'un lecteur heureux p. 159
- Roger Francillon, Histoire de la Littérature en Suisse romande vol. 4, p. 439
- Anne-Lise Delacrétaz, Daniel Maggetti, Écrivaines et écrivains d'aujourd'hui, p. 88. 24 Heures 2002/12/10, p. 15. Le Temps 2006/01/14 p. 43 avec photographie